# Hezychiusz (Kondojanis)
Hezychiusz, imię świeckie Ilias Kondojanis (ur. 1944 w Acharnes) – grecki biskup prawosławny służący w jurysdykcji Patriarchatu Jerozolimskiego.

## Życiorys
W 1962 ukończył szkołę teologiczną przy Patriarchacie Jerozolimskim. Jeszcze w trakcie nauki, 18 grudnia 1961, złożył wieczyste śluby mnisze, zaś następnego dnia został wyświęcony na hierodiakona. W 1964 przyjął święcenia kapłańskie. Następnie został przełożonym klasztoru w Karak i w 1967 otrzymał godność archimandryty.
Skierowany na wyższe studia prawnicze na uniwersytecie w Atenach, wrócił do Jerozolimy w 1976 i został mianowany członkiem komisji Patriarchatu ds. ekonomicznych oraz zarządu prowadzonych przez Kościół instytucji edukacyjnych. Od 1978 do 1981 był przewodniczącym sądu kościelnego w Jaffie, zaś przez kolejne cztery lata – przedstawicielem Patriarchatu w Akrze.
26 marca 1984, na podstawie uzyskanej dziesięć dni wcześniej nominacji, został wyświęcony na biskupa Abelonu i mianowany przedstawicielem Patriarchatu w Irbecie. W 1991 objął urząd arcybiskupa Kapitoliady, zaś w 1994 otrzymał godność metropolity. W tym samym roku został przewodniczącym komisji ds. nieruchomości Kościoła oraz wiceprzewodniczącym komisji ds. ekonomicznych. Od 2001 zasiada w Świętym Synodzie Patriarchatu Jerozolimskiego, jest również kierownikiem wydawnictwa patriarchalnego i prezesem zarządu prowadzonych przez niego szkół.